# Marsdenia trivirgulata
Marsdenia trivirgulata är en oleanderväxtart som beskrevs av Harley Harris Bartlett. Marsdenia trivirgulata ingår i släktet Marsdenia och familjen oleanderväxter. Inga underarter finns listade i Catalogue of Life.